# Bruno Leite
Bruno Leite (Lisszabon, 1995. március 26. –) portugál születésű zöld-foki köztársaságbeli válogatott labdarúgó, a norvég Haugesund középpályása.

## Pályafutása

### Klubcsapatokban
Leite a portugál fővárosban, Lisszabonban született. Az ifjúsági pályafutását a norvégiai Skeid akadémiájánál kezdte.
2012-ben mutatkozott be a Skeid harmadosztályban szereplő felnőtt csapatában. 2017 januárjában az első osztályú Haugesundhoz igazolt. Először a 2017. április 24-ei, Molde elleni mérkőzésen lépett pályára. Első gólját 2018. július 8-án, a Sandefjord ellen 4–2-re megnyert találkozón szerezte.
2021. augusztus 1-jén kétéves szerződést kötött a ciprusi Páfosz együttesével. Leite 2021. december 10-én, az AÉ Lemeszú ellen 1–0-ra megnyert mérkőzés 72. percében Onni Valakari cseréjeként debütált. 2022. szeptember 9-én visszatért a Haugesundhoz.

### A válogatottban
2018-ban debütált a zöld-foki köztársaságbeli válogatottban. Először 2018. október 12-én, Tanzánia ellen 3–0-ra megnyert Afrikai Nemzetek Kupája selejtezőjében lépett pályára.

## Statisztikák
2023. március 12. szerint
| Klub      | Szezon   | Osztály                | Bajnokság | Bajnokság | Kupa  | Kupa | Nemzetközi | Nemzetközi | Összesen | Összesen |
| Klub      | Szezon   | Osztály                | Meccs     | Gól       | Meccs | Gól  | Meccs      | Gól        | Meccs    | Gól      |
| --------- | -------- | ---------------------- | --------- | --------- | ----- | ---- | ---------- | ---------- | -------- | -------- |
| Haugesund | 2017     | Eliteserien            | 23        | 0         | 1     | 0    | 3          | 0          | 27       | 0        |
| Haugesund | 2018     | Eliteserien            | 24        | 1         | 1     | 0    | —          | —          | 24       | 1        |
| Haugesund | 2019     | Eliteserien            | 24        | 2         | 3     | 0    | 6          | 1          | 33       | 3        |
| Haugesund | 2020     | Eliteserien            | 23        | 0         | —     | —    | —          | —          | 23       | 0        |
| Haugesund | 2021     | Eliteserien            | 10        | 0         | 0     | 0    | —          | —          | 10       | 0        |
| Haugesund | Összesen | Összesen               | 104       | 3         | 5     | 0    | 9          | 1          | 118      | 4        |
| Páfosz    | 2021–22  | Cypriot First Division | 2         | 0         | 2     | 0    | —          | —          | 4        | 0        |
| Haugesund | 2022     | Eliteserien            | 8         | 1         | 0     | 0    | —          | —          | 8        | 1        |
| Haugesund | 2023     | Eliteserien            | 0         | 0         | 1     | 0    | —          | —          | 1        | 0        |
| Haugesund | Összesen | Összesen               | 8         | 1         | 1     | 0    | 0          | 0          | 9        | 1        |
| Összesen  | Összesen | Összesen               | 114       | 4         | 7     | 0    | 10         | 1          | 131      | 5        |

## Sikerei, díjai
Haugesund
- Norvég Kupa
  - Döntős (1): 2019